# Dungeon Lords
Dungeon Lords är ett real-time-fantasinspelningsspel som utvecklats av David W. Bradley från Heuristic Park, som ursprungligen publicerades av DreamCatcher Interactive och Typhoon Games, och släpptes 2005.  